# Ультразавр
Ультраза́вр (лат. Ultrasaurus, от лат. ultra — сверх, и др.-греч. sauros — ящер) — сомнительный род растительноядных ящеротазовых динозавров из группы завропод, окаменелости которого найдены в раннемеловых (аптский-альбский ярусы, ~110-100 млн лет назад) отложениях на территории Южной Кореи. Голотип DGBU-1973 состоит из плечевой кости и нескольких спинных позвонков. Из-за недостаточного количества ископаемого материала точные размеры динозавра неизвестны.

## Таксономия
В истории описания этого таксона фигурируют два сходных названия: Ultrasaurus Kim, 1983 (предпоследняя буква U), и таксон Ultrasauros Olshevsky, 1991 (предпоследняя буква O), который в настоящее время считается младшим синонимом рода Supersaurus Jensen, 1985.
В 1970-е гг американский палеонтолог Джеймс Элвин Дженсен нашёл в США вместе с окаменелостями суперзавра ископаемые кости, которые хотел описать под названием Ultrasaurus macintoshi, о чём и сообщил коллегам. Это название многими цитировалось и в научной литературе, и в СМИ, но исследователь не публиковал описания, а ждал новых находок.
Позднее в Южной Корее нашли плечевую кость, изначально принятую за бедро, преувеличили предполагаемые размеры всего динозавра и Haang Mook Kim назвал его Ultrasaurus tabriensis Kim, 1983. Данное животное тоже является завроподом. Почти одновременно был описан вид Supersaurus vivianae Jensen, 1985 и Ultrasaurus macintoshi Jensen, 1985. Палеонтолог Olshevsky заметил, что под одним родовым именем цитируются два разных динозавра и в 1991 году переделал название американского завропода на Ultrasauros, изменив одну букву, чтобы не было путаницы с корейским таксоном. Со временем оказалось, что находка в США — химера, и кость Ultrasauros на самом деле принадлежит суперзавру.
Согласно Международному кодексу зоологической номенклатуры название Ultrasaurus — это nomen dubium (невозможно установить, какому таксону относится номенклатурный тип).